# Vrigne
Pour les articles homonymes, voir Vrigne (homonymie).
La Vrigne est une petite rivière française du département des Ardennes, affluent droit de la Meuse. 

## Géographie
La Vrigne naît sur le territoire de la commune de Gespunsart, à 198 m d'altitude près du lieu-dit les Molières, dans la partie du massif ardennais située entre Nouzonville à l'ouest, et Sugny à l'est, dans la province de Namur. 
Dès sa naissance, elle s'oriente immédiatement vers le sud, et après un parcours de 16,5 kilomètres, conflue avec la Meuse au niveau de Vrigne-Meuse, à 146 m d'altitude. 
Située dans une zone à pluviométrie élevée, elle est alimentée par de nombreux et abondants ruisseaux qui, comme elle, dévalent les pentes du rebord sud du massif des Ardennes.

### Communes et cantons traversés
La Vrigne traverse les huit communes suivantes, de l'amont vers l'aval, de Gespunsart (source), La Grandville, Gernelle, Issancourt-et-Rumel, Bosseval-et-Briancourt, Vrigne-aux-Bois, Donchery et Vrigne-Meuse (confluence).
Soit en termes de cantons, la Vrigne prend source dans le canton de Villers-Semeuse, traverse le canton de Sedan-1, conflue dans le canton de Nouvion-sur-Meuse, le tout dans les arrondissements de Charleville-Mézières et de Sedan.

### Toponymes
Elle baigne les localités de Vrigne-aux-Bois et de Vrigne-Meuse auxquels elle a donné son hydronyme. 

### Bassin versant
La Vrigne traverse une seule zone hydrographique La Vrigne (B504) de 75 km2 de superficie. Ce bassin versant est constitué à 60,34 % de « forêts et milieux semi-naturels », à 34,34 % de « territoires agricoles », et à 5,17 % de « territoires artificialisés ».

## Affluents
Le ruisseau de la Vrigne a dix affluents référencés :
- le Ruz de Lingue (rg),
- le ruisseau du Hon (rd),
- le ruisseau la Fagne (rd),
- le ruisseau la Fontaine Noire (rg),
- le ruisseau Infernal (rd)
- le ruisseau du Rossignol (rg),
- le ruisseau d'Issancourt ou "Robin des Loups" (rd), avec un affluent :
  - le ruisseau de la Belle Fontaine (rg),
- le ruisseau de la Fontaine des Vieilles Loges (rg)
- le ruisseau la Claire (rg), avec un affluent et un sous affluent donc de rang de Strahler trois.
- le ruisseau de Thiwe ou Thywé (rd),

Donc le rang de Strahler est de quatre.

## Hydrologie
Le module de la rivière au confluent de la Meuse vaut 1,38 m3/s pour un petit bassin versant de seulement 81,6 km2.

### Lame d'eau et débit spécifique
La lame d'eau écoulée dans ce bassin est de 510 millimètres par an, ce qui est élevé, très supérieur à celle de la moyenne de la France, tous bassins confondus, mais normal comparé aux divers cours d'eau du bassin de la Meuse, généralement très abondants. Son débit spécifique ou Qsp se monte dès lors à 16,17 litres par seconde et par kilomètre carré de bassin.

### La Vrigne à Vrigne-aux-Bois
La Vrigne a été observée à la station hydromètrique B5043010 : La Vrigne à Vrigne-aux-Bois de 1978 à 1988, à 168 m d'altitude, pour un bassin versant de 30 km2.

## Pêche

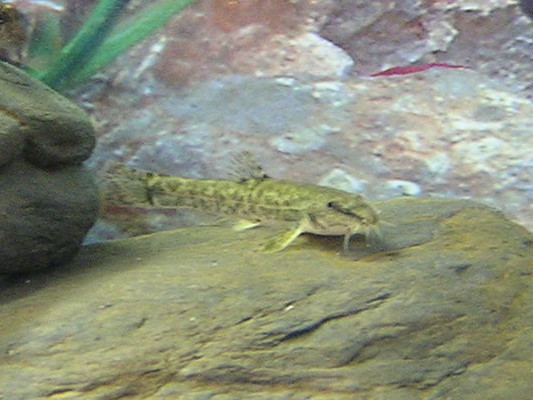
Loche franche.

La lamproie de Planer, le chabot (inscrits tous les deux à l'annexe IV de la directive habitats) et la truite fario particulièrement abondante, se rencontrent dans les nombreux ruisseaux qui parcourent le bassin de la Vrigne. Ce sont des poissons qui vivent dans les eaux froides, claires, bien oxygénées et non polluées. La faune piscicole comprend aussi la tanche, l'épinoche, la loche franche, le vairon, le brochet, le chevaine , la perche.

## Curiosités - Tourisme
- La forêt des Ardennes (Chênes). Air pur et multiples ruisseaux aux eaux claires.
- L'église de Gespunsart
- La vallée de la Goutelle, autre petit affluent de la Meuse, de Gespunsart à Nouzonville.
- La forge de Vrigne-aux-Bois datant du début du XIXe siècle et inscrite aux Monuments Historiques, avec ses logements ouvriers, ainsi que l'ancien château du maître de forge.